# Robert Littell
Robert Littell (* 8. Januar 1935 in Brooklyn, New York City) ist ein US-amerikanischer Schriftsteller.

## Leben
Robert Littell wurde als Nachkomme jüdisch-polnischer Einwanderer in Brooklyn geboren. Der Familienname war ursprünglich „Lidsky“. Seine Vorfahren hatten Russland zur Zeit der Pogrome, die auf die Ermordung Zar Alexanders II. folgten, in den 1880er Jahren verlassen. Er studierte an der Alfred University im US-Bundesstaat New York und schloss dort 1956 mit dem Bachelor ab. Littell diente danach vier Jahre lang bei der United States Navy auf dem Zerstörer USS John R. Pierce, wo er unter anderem als Navigator und Funkoffizier tätig war. Später wurde er Journalist und arbeitete ab 1964 für das Nachrichtenmagazin Newsweek als Korrespondent in Osteuropa. 
1970 gab Littell seinen Journalistenberuf auf und übersiedelte mit seiner Familie nach Frankreich, wo er seine Erfahrungen im Kalten Krieg literarisch verarbeitete. 1973 veröffentlichte er den Spionageroman The Defection of A.J. Lewinter (dt. Moskau hin und zurück bzw. Der Springer), der im selben Jahr mit dem Dagger Award in der Kategorie Bester englischsprachiger Roman ausgezeichnet wurde. Robert Littell trat nun regelmäßig mit Thrillern der Spionageliteratur hervor, die aber nicht an den Erfolg seines Debütwerkes anknüpfen konnten. Erst die großangelegte CIA-Saga The Company wurde 2002 zu einem weltweiten Bestseller.
Bei einer Reise nach Moskau 1979 lernte er Nadeschda Mandelstam, die Witwe des unter dem Stalin-Regime ermordeten Dichters Ossip Mandelstam, kennen, deren Erinnerungen ihn nachhaltig beschäftigten. Aus der kontinuierlichen Beschäftigung mit russischer Literatur im Allgemeinen und der Dichtung Mandelstams im Speziellen ging 2009 sein Roman Das Stalin Epigramm hervor.
Robert Littell lebt in der südfranzösischen Gemeinde Martel im Département Lot. Von seinen zwei Söhnen lebt einer als Maler in Prag (Jesse Littell, * 1969), der andere, Jonathan Littell (* 1967), als Schriftsteller in Barcelona.
Ab 2023 begannen die Dreharbeiten für die filmische Bearbeitung seines Roman The Amateur, mit Rami Malek, Laurence Fishburne und Rachel Brosnahan in tragenden Rollen Die Verfilmung soll im April 2025 veröffentlicht werden.

## Werke

### Romane
- 1973 The Defection of A. J. Lewinter
  - Moskau hin und zurück, dt. von Henry Jelinek, Wien, Hamburg: Zsolnay 1974. ISBN 3-552-02624-X
  - auch: Der Springer, gleiche Übersetzung, München: Goldmann 1986. ISBN 3-442-08582-9
- 1974 Sweet Reason
  - Eine höllische Karriere, dt. von Edda Petri-Bean, München: Goldmann 1989. ISBN 3-442-68865-5
- 1975 The October Circle
  - In den Klauen des Bären, dt. von Edda Petri-Bean, München: Goldmann 1987. ISBN 3-442-08916-6
- 1978 Mother Russia
  - Mütterchen Russland, dt. von Edda Petri-Bean, München: Goldmann 1988. ISBN 3-442-09073-3
- 1979 The Debriefing
  - Der falsche Spion, dt. von Elisabeth Simon, Rastatt: Moewig 1982. ISBN 3-8118-6137-9
  - auch: Task Force 753, gleiche Übersetzung, München: Goldmann 1987. ISBN 3-442-08477-6
- 1981 The Amateur
  - Sein oder Nichtsein ..., dt. von Edda Petri-Bean, München: Goldmann 1987. ISBN 3-442-08812-7
- 1986 The Sisters
  - Der Töpfer, dt. von Edda Petri-Bean, München: Goldmann 1986. ISBN 3-442-30065-7
  - auch: Tod und Nacht, gleiche Übersetzung, München: Knaur 2005. ISBN 3-426-62945-3
- 1988 The Revolutionist
  - Roter Winter, dt. von Edda Petri, München: Goldmann 1989. ISBN 3-442-32523-4
- 1990 The Once and Future Spy
  - Spion im Spiegel, dt. von Bernhard Riettz, München: Goldmann 1990. ISBN 3-442-30400-8
- 1991 An Agent in Place
  - Moskau, mon amour, dt. von Bernhard Riettz, München: Goldmann 1991. ISBN 3-442-30437-7
- 1993 The Visiting Professor
  - Der Gastprofessor, dt. von Rudolf Hermstein, München: Goldmann 1995. ISBN 3-442-30494-6
  - auch: Zufallscode, gleiche Übersetzung, München: Knaur 2007. ISBN 3-426-63206-3
- 1996 Walking Back the Cat
- 2002 The Company
  - Die Company - die weltumspannende, faszinierende Saga über die CIA, dt. von Ulrike Wasel und Klaus Timmermann, Bern, München, Wien: Scherz 2002. ISBN 3-502-10430-1
- 2005 Legends
  - Die kalte Legende, dt. von Ulrike Wasel und Klaus Timmermann, Frankfurt am Main: Scherz 2006. ISBN 3-502-10033-0
- 2006 Vicious Circle
  - Die Söhne Abrahams, dt. von Ulrike Wasel und Klaus Timmermann, Frankfurt am Main: Scherz 2008. ISBN 3-502-10179-5
- 2009 The Stalin Epigram
  - Das Stalin Epigramm, dt. von Werner Löcher-Lawrence, Zürich: Arche 2009. ISBN 978-3-7160-2622-9.
- 2012 Young Philby: A Novel.
  - Philby: Porträt des Spions als junger Mann, übersetzt von Werner Löcher-Lawrence. Arche Literaturverlag, Hamburg 2012, ISBN 978-3-71602680-9.

### Sachbücher
- 1969 The Czeck Black Book (Herausgeber), Dokumentation über das Ende des Prager Frühlings
- 1969 If Israel Lost the War (Ko-Autor), Erzählungen über den Sechstagekrieg
- 1998 For the Future of Israel
  - Arbeit für den Frieden: fünf Gespräche mit Shimon Peres, dt. von Klaus Binder und Jeremy Gaines, Frankfurt am Main: S. Fischer 1998. ISBN 3-10-044805-7

## Auszeichnungen
- 1973 Gold Dagger der CWA für The Defection of A.J. Lewinter
- 2005 Los Angeles Times Book Prize - Mystery/Thriller -  für Legends
- 2007 Deutscher Krimi Preis für Die kalte Legende
- 2007 Krimi des Jahres 2006 (Platz 1) in der KrimiWelt-Bestenliste für Die kalte Legende
- 2009 Krimi des Jahres 2008 (Platz 7) in der KrimiWelt-Bestenliste für Die Söhne Abrahams
- 2013 Krimi des Jahres 2012 (Platz 10) in der KrimiWelt-Bestenliste für Philby. Portrait des Spions als junger Mann